# Casablanca Beats
Casablanca Beats (Haut et Fort) è un film del 2021 diretto da Nabil Ayouch.
È stato presentato al 74º Festival di Cannes, primo film di finzione marocchino a concorrere per la Palma d'oro nella storia del Festival. È interpretato da un cast corale di attori non professionisti.

## Trama
Un gruppo di adolescenti del quartiere popolare di Sidi Moumen a Casablanca trovano nella cultura e musica hip-hop un modo con cui esprimersi e liberarsi dal peso di certe tradizioni, incoraggiati dall'ex rapper Anas, che lavora in un centro di iniziativa culturale del quartiere.

## Produzione
Le riprese si sono tenute nel quartiere di Sidi Moumen, Casablanca, presso il centro culturale Les Étoiles de Sidi Moumen, creato nel 2014 da Nabil Ayouch assieme allo scrittore Mahi Binebine. Il centro prende il nome dal titolo del romanzo di Binebine sugli attentati compiuti nel 2003 da un gruppo di giovani del quartiere radicalizzati da al-Qaeda, uscito in Italia col titolo Il grande salto e che Ayouch ha adattato nel 2012 nel film Les Chevaux de Dieu.
L'idea del film è venuta da un workshop simile tenuto all'les Étoiles dal rapper Anas Basbousi, che recita nel film.

## Promozione
Le prime clip del film sono state diffuse online il 5 luglio 2021.

## Distribuzione
Il film è stato presentato in anteprima il 15 luglio 2021 in concorso alla 74ª edizione del Festival di Cannes, per poi venire distribuito nelle sale cinematografiche francesi da Ad Vitam a partire dal 10 novembre 2021. È stato distribuito nelle sale cinematografiche italiane da Lucky Red a partire dal 23 giugno 2022.

## Riconoscimenti
- 2021 - Festival di Cannes[1]
  - Prix du Cinéma positif
  - In concorso per la Palma d'oro